# 白花凤仙花
白花凤仙花（学名：Impatiens wilsonii）为凤仙花科凤仙花属的植物，为中国的特有植物。分布于中国大陆的四川等地，生长于海拔800米至1,000米的地区，见于沟边林下阴湿处，目前尚未由人工引种栽培。